# Michel Barouille
 (septembre 2015).
Si vous disposez d'ouvrages ou d'articles de référence ou si vous connaissez des sites web de qualité traitant du thème abordé ici, merci de compléter l'article en donnant les références utiles à sa vérifiabilité et en les liant à la section « Notes et références ».
Michel Barouille, né le 30 septembre 1939 à Floirac (Gironde), est un chanteur français principalement connu pour ses interprétations de génériques français.
Enfant, ses parents avaient refusé qu'il rejoigne les Petits chanteurs à la croix de bois. Il ne suivra des études musicales que plus tard à Bordeaux puis à Paris, en remportant 13 prix de conservatoire.
Sa fille, Valérie Barouille , est  également connue pour l'interprétation de génériques.
En novembre 2016, il fut invité au salon TGS avec le chanteur Takayuki Miyauchi pour un live commun, les deux artistes interprétèrent notamment en duos, les génériques de début et de fin de la série Bioman.

## Carrière
Il a participé aux génériques et chansons suivant(e)s :
- Les Visiteurs du mercredi (1977)
  - C'est ça le club
- 1, rue Sésame (1979)
  - Ça arrive à tout le monde
- Albator 78 (1979)
  - Albator, le corsaire de l'espace (cover)
- La Bataille des planètes (1979)
  - Les Archanges
- Vic le Viking (1979)
- Le Livre de la jungle (1979, vinyl)
  - Singeries
- Goldorak et les deux Mazinger (1980)
- Les Pieds au mur (1982)
- Sport Billy (1982)
  - Sport Billy champion
  - Reviens-nous Sport Billy
- Heckle et Jeckle (1982)
- Judo Boy (1983)
- Le Tour du monde en quatre-vingts jours (1984)
- Bioman
  - Bioman : 1er générique de début pour Canal+ (1985)
  - Bioman, Géant de l'espérance : 1er générique de fin pour Canal+ (1985)
- L'île au trésor (par Boris de Mourzitch, Michel Barouille et Liliane Davis) (1986)
- Sous le signe des Mousquetaires (1989)
  - Sous le signe des Mousquetaires
  - Choisis ton aventure
- Il était une fois… les Amériques : Chœur (1991)
- Les Aventures de Zak et Crysta dans la forêt tropicale de FernGully (1993)
  - Rap de Batty
- Le Cygne et la Princesse (1994)
  - Sans peur, sans peur (Aldo)
- Voyage au centre de la terre (1995)
- Aladdin et le Roi des voleurs : Chœur (1996)
- Le Bus magique (1996)
- Joseph : Le Roi des Rêves : Chœur (2001)
- Galaxy Railways (2006)

Mais aussi : Alvin et les Chipmunks, Le laboratoire de Dexter, Titi et Gros minet mènent l’enquête, Ivanhoé.
Il est interprète des chansons du disque 33 tours : Les Schtroumpfs olympiques (1980) avec la chorale « les enfants d'Asnières »
- Le pays blanc et bleu
- Y'a qu'a
- Quand vient l'été
- Boum chez les Schtroumpfs
- Les chevaux de bois
- Les Schtroumpfs olympiques
- Mon beau voilier
- Schtroumpfy le cow-boy
- Le cosmoschtroumpf
- La berceuse Schtroumpf